# Нојрупин
Нојрупин (њем. Neuruppin) град је у њемачкој савезној држави Бранденбург. Једно је од 23 општинска средишта округа Остпригниц-Рупин. Према процјени из 2010. у граду је живјело 31.662 становника. Посједује регионалну шифру (AGS) 12068320.

## Географски и демографски подаци
Нојрупин се налази у савезној држави Бранденбург у округу Остпригниц-Рупин. Град се налази на надморској висини од 44 метра. Површина општине износи 303,3 km². У самом граду је, према процјени из 2010. године, живјело 31.662 становника. Просјечна густина становништва износи 104 становника/km².

## Међународна сарадња
| Мјесто     | Држава  | Врста сарадње | Од    |
| ---------- | ------- | ------------- | ----- |
| Низа       | Јапан   | пријатељство  | 2003. |
| Бабимост   | Пољска  | партнерство   | 2005. |
| Черталдо   | Италија | партнерство   | 1994. |
| Нимбурк    | Чешка   | партнерство   | 1994. |
|            | Шведска | контакт       | 1994. |
| Еребро     | Шведска | контакт       | 1994. |
| Ешилструна | Шведска | контакт       | 1994. |
| Извор      |         |               |       |